# Fère-en-Tardenois
Fère-en-Tardenois – miejscowość i gmina we Francji, w regionie Hauts-de-France, w departamencie Aisne.
Według danych na styczeń 2014 roku gminę zamieszkiwało 3299 osób, a gęstość zaludnienia wynosiła 161,4 osób/km².